# James Rolfe
James Rolfe (Penns Grove, 10 luglio 1980) è uno youtuber statunitense.
È noto principalmente per la creazione della webserie The Angry Video Game Nerd, in cui lo stesso autore recita un personaggio che fa riferimento allo stereotipo del nerd, il quale recensisce e parla di videogiochi.
Rolfe pubblica contenuti anche sul suo sito, Cinemassacre.com.

## Biografia
Ha dichiarato di avere origini Italiane Nato nel New Jersey, ha sviluppato un crescente interesse per i videogiochi parallelamente a una passione per la produzione cinematografica che si porta dietro da quando era bambino, poiché spesso appariva in filmati casalinghi amatoriali girati con la cinepresa regalatagli dai suoi genitori quando aveva nove anni. Sin da allora, ha maturato un grande interesse per la cinematografia, creando film di ogni genere con le poche risorse di cui disponeva. Si iscrisse all'Università delle Arti di Philadelphia e da allora si è cimentato in numerose tecniche di produzione e montaggio utilizzando svariate apparecchiature. In un filmato del 2002 intitolato come "Rolfe: A No Budget Dream", Rolfe, all'età di 22 anni, racconta la sua esperienza con il cinema e di come la sua passione si sia evoluta fino a convincerlo a coltivare degli studi che gli permettessero di maturare questo interesse.
Nel 2004 girò un video, una recensione del gioco Castlevania II: Simon's Quest per NES evidenziandone soprattutto i difetti. Fu però successivamente alla pubblicazione di un altro video, dedicato stavolta al videogioco Dr. Jekyll and Mr. Hyde sempre per NES che Rolfe si convinse, grazie soprattutto ai consigli del suo amico Mike Matei, a realizzare una serie di video tematici, dando vita al personaggio del Nerd, pubblicati su YouTube, e cominciando a mostrare nel corso dei vari episodi i suoi tipici aspetti comportamentali e abitudinari, qualificanti del personaggio. Nello stesso anno iniziò a produrre una serie denominata The Angry Nintendo Nerd, poi rinominata nel 2006 in The Angry Video Game Nerd.

## Attività

### La serieThe Angry Video Game Nerd
Inizialmente, il personaggio non aveva un nome, poiché nella sua prima recensione, quella di Castlevania II: Simon's Quest si ode solo la voce di Rolfe, che evidenzia in maniera molto marcata i difetti del gioco.
Nella seconda recensione, quella di Dr. Jekyll and Mr. Hyde, Rolfe compare per la prima volta davanti alla telecamera nei panni del Nerd, che veste camicia bianca munita di taschino contenente alcune penne, pantaloni di velluto beige, e mocassini (nelle intenzioni di Rolfe, lo stereotipo del nerd medio). L'abbigliamento è pressoché lo stesso durante tutta la serie; di tanto in tanto il personaggio indossa altri indumenti relativi all'oggetto del video (come la t-shirt dei Ghostbusters o il giubbotto con sopra il logo dell'Atari).

Inoltre, nella seconda recensione, si vede Rolfe bere una bottiglia di birra Rolling Rock, che diverrà altro segno distintivo del Nerd, anche se dalla puntata di Spiderman in poi vi alternerà di tanto in tanto un'altra birra, la "Yuengling", delle fiaschette di liquore oppure, durante la "rivisitazione" di Dr. Jekyll and Mr. Hyde per NES, un'intera boccia di whisky.
Rolfe disse che la scelta di far bere alcol al personaggio era quella di lenire il "dolore" derivante dall'utilizzo dei videogiochi oggetto dei video; la scelta del marchio predetto fu sostanzialmente casuale perché, come Rolfe dichiarò in seguito, al momento di registrare la sua seconda recensione quella era l'unica birra che fosse presente nel suo frigorifero.
Successivamente ai primi due video furono realizzati The Karate Kid, Who Framed Roger Rabbit e Teenage Mutant Ninja Turtles, ove si viene delineando un altro tratto distintivo del personaggio, la rabbia che accompagna il commento e che aumenta sempre più col procedere della recensione.
Grazie a questi primi video, Rolfe guadagnò una certa fama da spingerlo a recensire altri giochi nei panni del Nerd, e da creare un canale sulla piattaforma YouTube, "JamesNintendoNerd".
La serie, nominata inizialmente The Angry Nintendo Nerd raggiunse una certa popolarità nel 2006, quando la serie era nota per via del fatto che Rolfe recensiva solo giochi per NES. Successivamente, la serie e il personaggio cambiarono il nome in The Angry Video Game Nerd, sia per il fatto che Rolfe cominciò a recensire giochi per altre piattaforme (come SEGA Master System, Atari 2600, Colecovision e molte altre), sia per evitare questioni legali con Nintendo.
L'AVGN nella sua serie è protagonista di numerose avventure con altrettanti giochi che presentano numerosi difetti e da lui definiti shitty games, talvolta ad accompagnarlo nelle sue recensioni ci sono personaggi fittizi (come il Maestro Ninja, nella recensione di Ninja Gaiden, o il Gremlin Glitch , nell'episodio dedicato appunto ai glitches/bugs nei videogiochi) o gli stessi protagonisti dei giochi recensiti (Bugs Bunny, Freddy Krueger, Spiderman, Jason Voorhees) con cui talvolta ingaggia delle accese discussioni o anche dei combattimenti corpo a corpo. Di tanto in tanto, il Nerd si confronta con alcuni suoi rivali del panorama di YouTube: i confronti più memorabili sono stati contro Pat the NES Punk (interpretato da Pat Contri, durante l'episodio dedicato alle rarissime cartucce del videogioco Nintendo World Championship per NES) e soprattutto contro il Nostalgia Critic, la cui rivalità con il Nerd è diventata un tema ricorrente tra i due personaggi. Dietro le quinte, tuttavia, James Rolfe e Doug Walker, l'uomo dietro al personaggio del Critic, sono molto amici e tra i due corre un profondo rispetto reciproco.
Rolfe si è avvalso della collaborazione e della partecipazione di alcuni suoi amici per la realizzazione dello show che vede l'Angry Video Game Nerd protagonista: ad esempio, l'interpretazione degli altri personaggi che appaiono nella serie è stata affidata a Mike Matei e a Kevin Finn. Mike Matei è anche responsabile per la realizzazione delle title card di ogni singolo episodio della serie. La sigla iniziale è stata invece composta, arrangiata e suonata da Kyle Justin.

### Il film "Angry Video Game Nerd: The Movie"
A partire dal 2010, Rolfe è impegnato nella realizzazione del primo lungometraggio dedicato al personaggio che lo ha reso famoso: Angry Video Game Nerd: The Movie, il cui contributo finanziario è quasi totalmente composto da donazioni da parte dei fan.

### Altre
Nel secondo episodio di You Know What's Bulls*it?, il suo sfogo sui penny è apparso sulla CNN, ma tutte le parolacce nella trasmissione della CNN sono state censurate.

## Vita privata
Nel novembre 2007 ha sposato April Chmura e nell'aprile del 2013 è divenuto padre di una bambina.